# Edward Capałła
Edward Capałła vel Capała (ur. 9 października 1897 w Warszawie, zm. 31 maja 1944 we Włoszech) – major kawalerii Wojska Polskiego.

## Życiorys
Edward Capałła urodził się 9 października 1897 w Warszawie. Był synem Władysława. Po zakończeniu I wojny światowej został przyjęty do Wojska Polskiego. Został awansowany na stopień porucznika kawalerii ze starszeństwem z dniem 1 czerwca 1919. Brał udział w wojnie polsko-bolszewickiej w szeregach 3 pułku szwoleżerów. W latach 20. i 30. był oficerem tej jednostki, stacjonującej w Suwałkach. W tym czasie został awansowany na stopień rotmistrza kawalerii ze starszeństwem z dniem 1 stycznia 1931.
Po wybuchu II wojny światowej 1939, na początku kampanii wrześniowej pełnił funkcję oficera broni i gazu w 3 pułku szwoleżerów. W późniejszym okresie polskiej wojny obronnej był dowódcą kolumny taborów Brygady Rezerwowej Kawalerii Wołkowysk. Po agresji ZSRR na Polskę z 17 września 1939 został aresztowany przez Sowietów. Po 1940 był osadzony w obozie jenieckim NKWD w Griazowcu. Na mocy układu Sikorski-Majski z 30 lipca 1941 odzyskał wolność, po czym wstąpił do formowanej Armii Polskiej w ZSRR gen. Władysława Andersa. Został dowódcą 7 dywizjonu kawalerii sformowanego w Tockoje 10 września 1941 jako dywizjon kawalerii dywizyjnej Ośrodka Zapasowego Armii. Po zjednoczeniu jednostek w jeden 1 pułk Ułanów Krechowieckich, objął w nim funkcję zastępcy dowódcy (kwatermistrz). Później był Polskich Sił Zbrojnych na Zachodzie.
Zmarł 31 maja 1944 w Iranie. Został pochowany na cmentarzu polskim w Casamassima.

## Ordery i odznaczenia
- Krzyż Walecznych (dwukrotnie)
- Srebrny Krzyż Zasługi (25 czerwca 1930)[15]